# Formigueret gorjaesquitxat
El formigueret gorjaesquitxat (Rhopias gularis) és una espècie d'ocell de la família dels tamnofílids (Thamnophilidae) que viu a la selva pluvial del sud-est del Brasil.
Inclòs freqüentment al gènere Myrmotherula, modernament ha estat ubicat al monotípic gènere Rhopias Cabanis et Heine, 1860, arran estudis recents.